# Cratoptera maculataria
Cratoptera maculataria är en fjärilsart som beskrevs av Charles Oberthür 1912. Cratoptera maculataria ingår i släktet Cratoptera och familjen mätare. Inga underarter finns listade i Catalogue of Life.